# Рачинцы
Рачинцы (груз. რაჭველები) — этнографическая группа грузин, говорящая на рачинском диалекте грузинского языка, численностью около 52 000 человек, относятся к Грузинской Православной Церкви.  Проживают в исторической области Рача (современные Амбролаурский и Онский районы региона Рача-Лечхуми, расположенной в верховьях Риони.

## Культурные особенности
- Существует уникальный народный танец «Рачули»,
- Пение рачинцев отличается своеобразной скороговоркой.
- Производство вина Хванчкара